# Campionati europei di sollevamento pesi 1935
I Campionati europei di sollevamento pesi 1935, 27ª edizione della manifestazione, si svolsero a Parigi dal 9 al 10 novembre 1935.

## Formula
La formula prevedeva tre serie di sollevamenti:
- sollevamento a distensione a due mani;
- sollevamento a strappo a due mani;
- sollevamento a slancio a due mani.

## Titoli in palio
| Categoria            | Eventi        |
| -------------------- | ------------- |
| Pesi piuma           | 60 kg         |
| Pesi leggeri         | 67,5 kg       |
| Pesi medi            | 75 kg         |
| Pesi massimi leggeri | 82,5 kg       |
| Pesi massimi         | Oltre 82,5 kg |

## Risultati
| Evento         | Oro           | Oro   | Argento             | Argento | Bronzo          | Bronzo |
| -------------- | ------------- | ----- | ------------------- | ------- | --------------- | ------ |
| 60 kg.         | Max Walter    | 297,5 | Georg Liebsch       | 295,0   | Anton Richter   | 285,0  |
| 67,5 kg.       | Karl Jansen   | 325,0 | Robert Fein         | 322,5   | René Duverger   | 312,5  |
| 75 kg.         | Rudolf Ismayr | 360,0 | Heinrich Gottschalk | 345,0   | Régis Lepreux   | 330,0  |
| 82,5 kg.       | Louis Hostin  | 370,0 | Eugen Deutsch       | 357,5   | Fritz Haller    | 340,0  |
| Oltre 82,5 kg. | Josef Manger  | 395,0 | Ronald Walker       | 385,0   | Václav Pšenička | 382,5  |

## Medagliere
| Posiz. | Nazione        | Oro | Argento | Bronzo | Totale |
| ------ | -------------- | --- | ------- | ------ | ------ |
| 1      | Germania       | 4   | 3       | 0      | 7      |
| 2      | Francia        | 1   | 0       | 2      | 3      |
| 3      | Austria        | 0   | 1       | 2      | 3      |
| 4      | Regno Unito    | 0   | 1       | 0      | 1      |
| 5      | Cecoslovacchia | 0   | 0       | 1      | 1      |
| Totale | Totale         | 5   | 5       | 5      | 15     |